# Equinet Bank
Die equinet Bank Aktiengesellschaft ist eine ehemalige Investmentbank mit Sitz in Frankfurt am Main. In den Bereichen Markets und Corporate Finance betreute das Unternehmen institutionelle Kunden, Small- und MidCaps sowie mittelständische Unternehmen und deren Gesellschafter. Seit 2005 war die equinet Bank AG exklusiver Partner der „European Securities Network LLP“ (ESN), einem Netzwerk europäischer Investmentbanken. Von 2009 an verfügte das Institut über eine Vollbanklizenz. Am 3. Dezember 2018 wurde Übernahme durch das norwegische Unternehmen Pareto Securities AS vollzogen. Seit dem 31. Juli 2019 befindet sich das Institut in Liquidation.

## Geschäftsfelder
- Im Corporate-Finance-Bereich strukturierte und realisierte equinet Börsengänge, Kapitalerhöhungen, Platzierungen, Anleiheemissionen und Schuldscheindarlehen sowie Mergers & Acquisitions.

- Im Bereich Markets beriet die Bank mit ihrem Sales- und Research-Team institutionelle Kunden mit dem Schwerpunkt bei Small- und MidCap-Aktien. Zusammen mit den ESN-Partnern umfasste die Research-Coverage über 600 deutsche und europäische Gattungen. Zudem war equinet für rund sechzig Unternehmen als „Designated Sponsor“[4] tätig und betreute als Spezialist am Handelsplatz Börse Frankfurt rund 450 Werte im Aktienhandel[5] und rund 2.400 Rentengattungen in Euro und Fremdwährung.[6]

## Technik
Die equinet Bank AG war dem genossenschaftlichen Rechenzentrum der Fiducia IT AG in Karlsruhe angeschlossen und nutzt das Kernbankensystem „agree“.